# Гаврил Аврамов
Гаврил Василев Аврамов е български революционер, деец на Върховния македоно-одрински комитет и Вътрешната македоно-одринска революционна организация.

## Биография
Гаврил Аврамов е роден в 1874 година в малешевското село Ратево, тогава в Османската империя, днес в Северна Македония. Присъединява се към ВМОК и действа като куриер и ятак на войводите Александър Протогеров, полковник Анастас Янков, Тодор Саев, Дончо Златков. В 1913 година е в Ратево като милиционер. В 1915 година действа срещу новите сръбски власти с четата на Саве Младенов. Сражават се със сръбски части при Трите реки. С намесата на България в Първата световна война през октомври е войник в 6-и пехотен македонски полк и участва в боевете при Криволак, Удово, Бабуна планина. В 1917 година е демобилизиран по възраст. След войната се връща в Ратево. В 1927 година югославските власти го арестуват и една година лежи в затвора, но е освободен по отсъствие на доказателства. В 1931 година отново е арестуван и е осъден на 10 години затвор. Лежи до 20 април 1936 година, когато е освободен условно.
На 5 април 1943 година, като жител на Ратево, подава молба за българска народна пенсия, която е одобрена и пенсията е отпусната от Министерския съвет на Царство България.